# 日本基督教団大館教会
日本基督教団大館教会（にほんキリストきょうだん おおだてきょうかい）は、秋田県大館市にある日本基督教団に所属するメソジスト系の教会である。

## 歴史
1887年（明治20年）11月10日に、弘前出身のメソジスト派の信徒伝道者である、吉野撲水が、秋田県北秋田郡大館町（現大館市）で聖書配布の傍ら伝道した結果できた教会である。
その初代信徒の中より、伝道者が輩出された。初代牧師は池田徳松、第2代牧師が工藤官助、第3代目牧師が木村繁枝などである。民家を借りて集会をしていた。1895年（明治28年）頃、メソジスト（美以教会）の中田重治（後の、日本ホーリネス教会初代監督）が第4代目牧師に就任した。中田は前任地の択捉島を引き上げて、郷里の弘前で休養した後に大館に転任したのであった。
中田は、松村彦吉という信者と共に、日曜学校から集会を始めた。後に、松村の子・田中清三郎は日本メソジスト教会の牧師になった。中田は、開拓者の吉野に習い、徒歩伝道を行い、山を越えて小坂（現鹿角郡小坂町）にも伝道した。その結果、数名の求道者が起こされて、教会が形成された。中田が大館にいるときに、妻のかつ子は次男を出産した。それが後の、日本を代表する教会音楽家中田羽後である。1896年（明治29年）12月に、中田はアメリカ合衆国に留学するために、大館教会を辞任し、後任の第5代目牧師に平川基が就任した。
1907年（明治40年）に、日本メソジスト教会の創立と共に所属した。1929年（昭和4年）に、大館教会の会堂が建設されるが、それまでは民家で集会をしていた。
1941年（昭和16年）の日本基督教団の成立と共に、第2部に所属して、今日まで日本基督教団の教会である。

## 所在地
- 秋田県大館市向町25

## アクセス
- JR東大館駅から徒歩10分